# Андреј Панадић
Андреј Панадић (Загреб, 9. март 1969) бивши је хрватски фудбалер.

## Каријера
Током каријере играо је за Динамо, Хамбургер и многе друге клубове.

## Репрезентација
За репрезентацију Југославије дебитовао је 1989. године, наступао и на Светском првенству 1990. године. За национални тим одиграо је 3 утакмице.

## Статистика
| Југославија | Југославија | Југославија |
| Год.        | Ута.        | Гол.        |
| ----------- | ----------- | ----------- |
| 1989        | 3           | 0           |
| Укупно      | 3           | 0           |